# Knittkuhl
Knittkuhl ist ein Stadtteil von Düsseldorf und gehört zum Stadtbezirk 7 im Osten der Stadt.

## Geographie
Knittkuhl besteht aus einer Wohnsiedlung am Düsseldorfer Stadtrand nordwestlich der Bergischen Kaserne und östlich des Aaper Waldes.

## Geschichte
Das Gebiet des heutigen Stadtteils gehörte historisch zur Honnschaft Hasselbeck im Herzogtum Berg und seit 1930 zur Gemeinde Hasselbeck-Schwarzbach im Kreis Düsseldorf-Mettmann. In dem Gebiet lagen der namensgebende Hof In der Knittkuhle sowie die Höfe In der Flieten und Neuenhof. Bei der Aufrüstung der Wehrmacht wurde nach 1936 in Knittkuhl eine Flak-Kaserne erbaut. Die heutige Siedlung entstand seit den 1960er Jahren für die Soldaten des nun als Bergische Kaserne bezeichneten Standorts der Bundeswehr sowie für die zivilen Angestellten der Wehrbereichsverwaltung III in der Wilhelm-Raabe-Straße in Düsseldorf. Sie besteht aus Ein- und Mehrfamilienhäusern. Da zu dieser Zeit auch ein Teil der Siedlung von britischen Soldaten bewohnt war, hatte die Siedlung im Volksmund den Namen „NATO-Siedlung“.
Als die Gemeinde Hasselbeck-Schwarzbach am 1. Januar 1975 durch das Düsseldorf-Gesetz zwischen Düsseldorf und Ratingen aufgeteilt wurde, kam die Siedlung Knittkuhl zu Düsseldorf und wurde dem Stadtteil Hubbelrath im Stadtbezirk 7 zugeordnet. Der Düsseldorfer Stadtrat beschloss am 13. Februar 2014, die Siedlung Knittkuhl aus Hubbelrath auszugliedern und aus ihr Düsseldorfs 50. Stadtteil zu bilden.

## Infrastruktur
In Knittkuhl gibt es (Stand März 2024) zwei Kindergärten, die Gemeinschaftsgrundschule Knittkuhl, die katholische Pfarrkirche St. Victor und das Evangelische Gemeindezentrum Hubbelrath. Im Rahmen der Infrastruktur sind auch eine Hausarztpraxis, eine Zahnarztpraxis, ein Friseursalon, eine Gaststätte und ein Kiosk zu nennen. Lokaler Sportverein ist der SSV Knittkuhl. Der Verein Kulturfreunde Knittkuhl führt kulturelle und jugendbetreuende Aktivitäten durch.